# Aystetten
Aystetten er en kommune i Landkreis Augsburg i Regierungsbezirk Schwaben i den tyske delstat Bayern, med med godt 2.900 indbyggere.